# St. Matthäus (Erlangen)

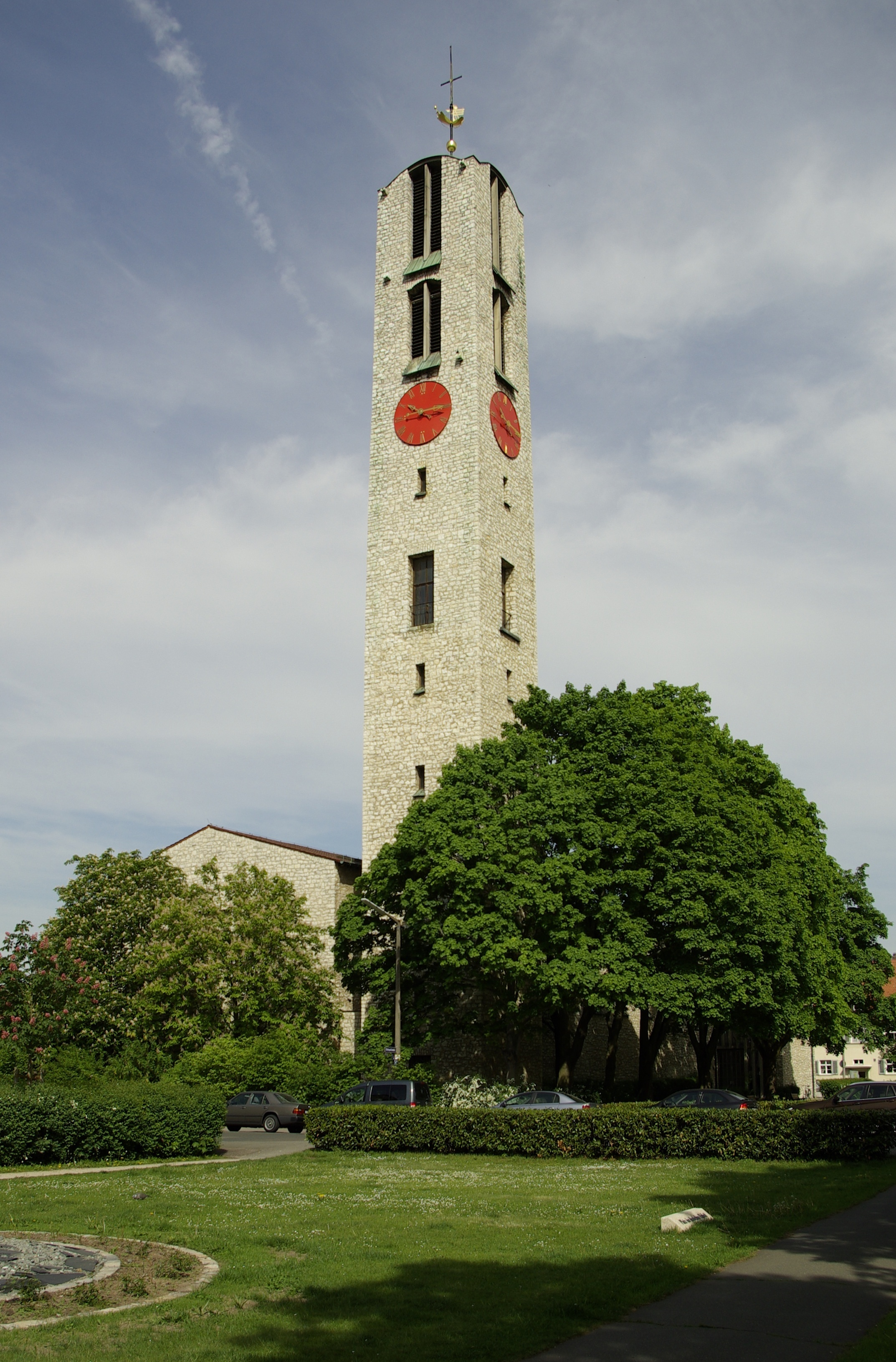
Langhaus und Campanile der Erlanger Matthäuskirche von Südosten (2012)

Die evangelisch-lutherische Pfarrkirche St. Matthäus (auch Matthäuskirche genannt) in Erlangen wurde von 1957 bis 1960 in modernen Formen erbaut. Das moderne Kirchengebäude mit freistehendem Glockenturm und Nebengebäuden steht heute als wichtige Vertreterin der Erlanger Nachkriegsarchitektur unter Denkmalschutz. Aufgrund ihrer ausgezeichneten Akustik gilt die Matthäuskirche als „Oratorienkirche“ und wird häufig für Konzerte genutzt.

## Geschichte
Der Erlanger Süden war ursprünglich Teil der Kirchengemeinde Erlangen-Neustadt. Von 1951 bis 1953 wurde das Gemeindezentrum mit Kindergarten Am Röthelheim errichtet. Aufgrund der starken Zunahme der Bevölkerungszahl im Stadtsüden entschied man sich 1958, die Kirchengemeinde St. Matthäus zu errichten. 1969 wurde die Thomaskirchengemeinde in der Sebaldussiedlung von der Matthäusgemeinde abgespalten.
Für die neu zu erbauende Kirche, die den geistlichen Mittelpunkt der Gemeinde bilden sollte, war bereits zuvor ein Architektenwettbewerb ausgerichtet worden, den der Münchner Architekt und Regierungsbaumeister Gustav Gsaenger für sich entschieden hatte. Am 29. September 1957 wurde der Grundstein gelegt. Der Erlanger Architekt Scherzer übernahm die örtliche Bauleitung. Die Firma Ostermann führte den Rohbau aus. Am 3. April 1960 konnte die Kirchweihe vorgenommen werden.

## Beschreibung

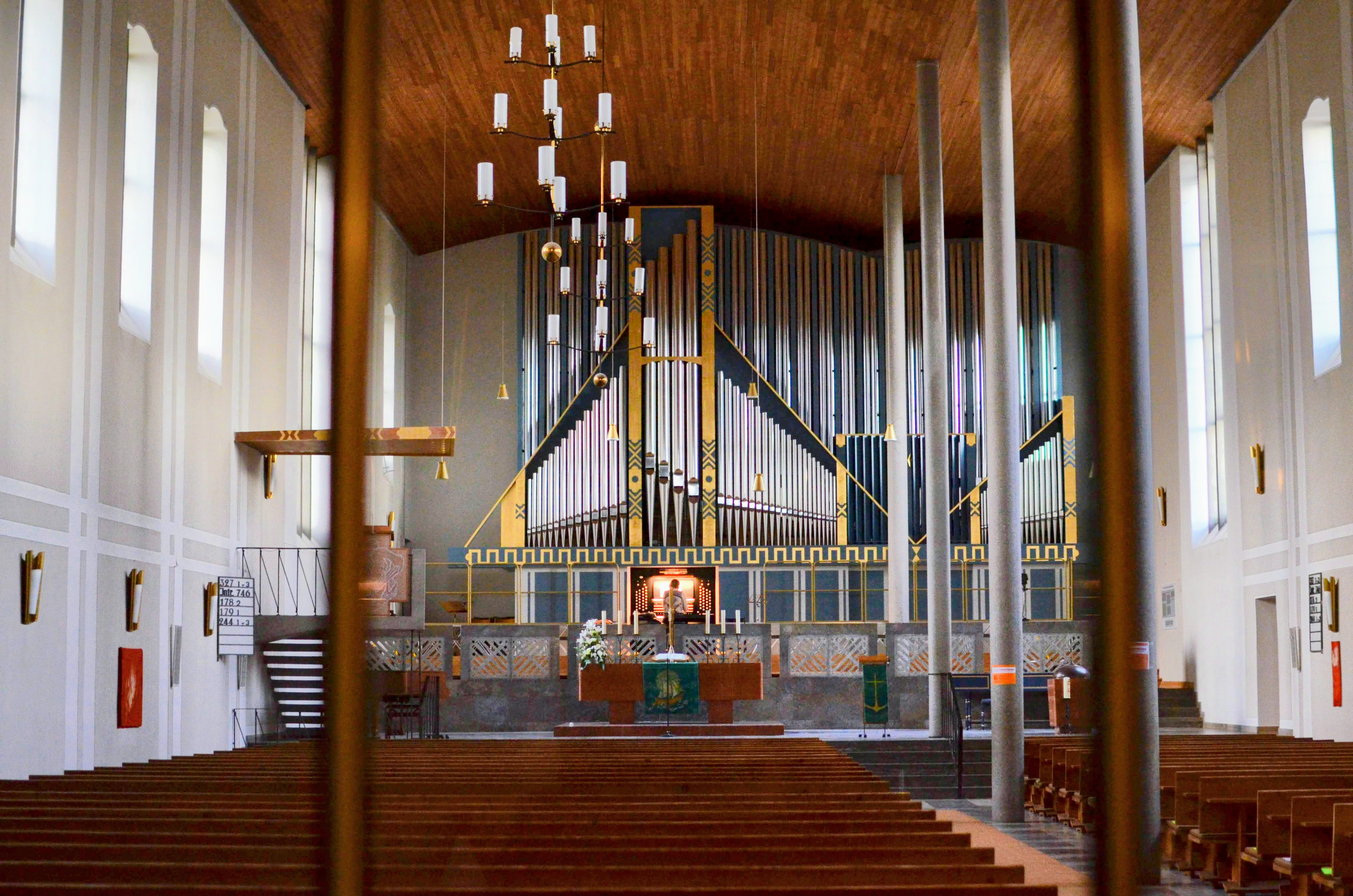
Innenraum, Blick zur Orgel (2022)

Der nach Süden ausgerichtete, rechteckige Bau mit flach geneigtem Satteldach aus hellem, roh behauenem Jurakalkstein orientiert sich stilistisch am frühchristlichen italienischen Sakralbau. Er besteht lediglich aus einem 53 Meter langen, 15 Meter breiten und etwa 12,50 Meter hohen Schiff und besitzt keinen ausgeschiedenen Chor. Das Langhaus inklusive der Emporen bietet rund 900 Sitzplätze. An dessen Südseite ist der Altarbereich samt Orgel angeordnet; dieser ist um mehrere Stufen gegenüber dem Schiff erhöht. An der Nordseite des Langhauses befindet sich eine Doppelempore. Die Beleuchtung des Kirchenraumes erfolgt, mit Ausnahme der hohen seitlichen Chorfenster und einer Rosette auf der Nordseite, lediglich durch eine Fensterreihe im oberen Wandabschnitt. Die beiden in Längsrichtung asymmetrisch angeordneten flachen Tonnengewölbe aus Lärchenholz, die auf sechs schlanken Rundstützen ruhen, teilen das Langhaus in ein breites Hauptschiff auf der Ostseite und ein schmäleres Nebenschiff auf der Westseite. Die Kanzel wird von einem Relief aus rotem Marmor geschmückt, das von dem Erlanger Bildhauer Christian Wrede geschaffen wurde. Es zeigt einen Pelikan bei der Fütterung seiner Jungen, ein Symbol für die Liebe Christi zu den Menschen.
Der freistehende Glockenturm, ein sogenannter Campanile, befindet sich nahe der Südostecke des Langhauses. Ohne das bekrönende, 8,50 Meter hohe Kreuz, ist er 45 Meter hoch. Oberhalb der allseitigen, 1964 angebrachten Turmuhren öffnet er sich je Seite durch zwei übereinander liegende Schallöffnungen. Den oberen Abschluss bildet die Windfahne, die einen Engel auf einem Schiff darstellt. Diese wurde von dem Kunstschmiedemeister Johann Maier aus Bubenreuth ausgeführt.
Zum Ensemble gehört neben dem Kirchenschiff und dem Campanile auch das zweiflügelige, 1964 erbaute Gemeindehaus an der Rathenaustraße, das gemeinsam mit dem Langhaus einen kleinen, begrünten Hof umschließt, sowie das Pfarrhaus an der Emil-Kränzlein-Straße. Außerdem besitzt die Kirchengemeinde St. Matthäus zwei Kinderhäuser, bestehend aus Kinderkrippe und Kindergarten, eines in der Emil-Kränzlein-Straße und eines Am Röthelheim. Gemeinsam mit dem Stadtjugendring betreibt die Gemeinde außerdem das Stadtteilhaus Treffpunkt Röthelheimpark in der Schenkstraße.

### Orgel
Im Jahr 1961 erbaute die Firma E. F. Walcker & Cie. aus Ludwigsburg eine Orgel für die Pfarrkirche St. Matthäus (Opus 4096). Das Instrument wurde hinter dem Altarraum aufgestellt; vor der Orgel ist ausreichend Fläche für Chor und Orchester zur Aufführung von Oratorien vorhanden. Das Schleifladen-Instrument mit mechanischer Spiel- und elektrischer Registertraktur umfasste insgesamt 46 Register auf drei Manualen und Pedal.
| I Hauptwerk C–g3 |                 |         |
| 01.              | Gedacktpommer 0 | 16′     |
| 02.              | Prinzipal       | 08′     |
| 03.              | Rohrflöte       | 08′     |
| 04.              | Quintade        | 05 1⁄3′ |
| 05.              | Oktave          | 04′     |
| 06.              | Offenflöte      | 04′     |
| 07.              | Superoktave     | 02′     |
| 08.              | Kornett III-V   |         |
| 09.              | Mixtur IV-V     | 01 ⁄3′  |
| 10.              | Trompete        | 16′     |
| 11.              | Trompete        | 08′     |

| II Brustwerk C–g3 |                        |        |
| 12.               | Singend Gedackt        | 08′    |
| 13.               | Quintatön              | 08′    |
| 14.               | Nachthorn              | 04′    |
| 15.               | Nasard                 | 02 ⁄3′ |
| 16.               | Prinzipal              | 02′    |
| 17.               | Superquinte            | 01 ⁄3′ |
| 18.               | Jauchzend Pfeife III 0 | 01′    |
| 19.               | Terzzimbel III         | 02′    |
| 20.               | Rankett                | 16′    |
| 21.               | Rohrschalmey           | 08′    |
|                   | Tremulant              |        |

| III Schwellwerk C–g3 |                     |        |
| 22.                  | Lieblich Gedeckt    | 16′    |
| 23.                  | Holzprinzipal       | 08′    |
| 24.                  | Rohrgedeckt         | 08′    |
| 25.                  | Salicional          | 08′    |
| 26.                  | Prinzipal           | 04′    |
| 27.                  | Blockflöte          | 04′    |
| 28.                  | Waldflöte           | 02′    |
| 29.                  | Sifflöte            | 01′    |
| 30.                  | Oberton III         | 0 8⁄9′ |
| 31.                  | Mixtur V            | 02 ⁄3’ |
| 32.                  | Fagott              | 16′    |
| 33.                  | Französische Oboe 0 | 08′    |
| 34.                  | Kopftrompete        | 04′    |
|                      | Tremulant           |        |

| Pedal C–f1 |                 |         |
| 35.        | Prinzipalbaß    | 16′     |
| 36.        | Subbaß          | 16′     |
| 37.        | Quintbaß        | 10 2⁄3′ |
| 38.        | Oktavbaß        | 08′     |
| 39.        | Pommer          | 08′     |
| 40.        | Nachthorn       | 04′     |
| 41.        | Piccoloflöte    | 02′     |
| 42.        | Choralbaß III 0 | 04′     |
| 43.        | Baßzink VII     | 05 1⁄3′ |
| 44.        | Posaune         | 16′     |
| 45.        | Trompete        | 08′     |
| 46.        | Corno           | 04′     |

Anmerkungen (A):
1. ↑  +  1⁄3′ +  1⁄2′.
2. ↑  +  4⁄7′ +  2⁄5′.
3. ↑  + 1 1⁄3′ + 1′.
4. ↑  + 4′ + 3 1⁄5′ + 2 2⁄3′ + 2 2⁄7′ + 1′ +  2⁄3′.

Im Jahr 2020 wurde das Orgelwerk von 1961, das sich zuletzt in einem schlechten Zustand befunden hatte, ausgebaut. 2021 wurde durch die Firma Johannes Klais Orgelbau aus Bonn ein neues Werk eingebaut, das am 18. Juli 2021 eingeweiht wurde. Da der vom Architekten Gustav Gsaenger entworfene Prospekt unter Denkmalschutz steht, musste er für das neue Orgelwerk wiederverwendet werden. So wurde er restauriert und an das neue Orgelwerk angepasst. Das Pfeifenmaterial des Instruments von 1961 soll bei der Restaurierung anderer Walcker-Orgeln aus den 1960er Jahren zum Einsatz kommen.
Das neue Instrument umfasst 44 Register auf drei Manualen und Pedal. Die Spieltrakturen sind mechanisch, die Registertrakturen elektrisch ausgeführt. Die Disposition lautet wie folgt:
| I Hauptwerk C–g3 |                  |         |
| 01.              | Salicional       | 16′     |
| 02.              | Principal        | 08′     |
| 03.              | Viola da Gamba 0 | 08′     |
| 04.              | Doppelgedackt    | 08′     |
| 05.              | Flaut d’amour    | 08′     |
| 06.              | Octave           | 04′     |
| 07.              | Rohrflöte        | 04′     |
| 08.              | Quinte           | 02 ⁄3′  |
| 09.              | Superoctave      | 02′     |
| 10.              | Terz             | 01 3⁄5′ |
| 11.              | Mixtur IV        | 02′     |
| 12.              | Trompete         | 08′     |
|                  | Tremulant        |         |

| II Positiv C–g3 |              |        |
| 13.             | Suavial      | 8′     |
| 14.             | Rohrflöte    | 8′     |
| 15.             | Quintatön    | 8′     |
| 16.             | Principal    | 4′     |
| 17.             | Travers      | 4′     |
| 18.             | Nasat        | 2 ⁄3′  |
| 19.             | Spillpfeife  | 2′     |
| 20.             | Terz         | 1 3⁄5′ |
| 21.             | Sifflet      | 2 ⁄3′  |
| 22.             | Cymbel III   | 1′     |
| 23.             | Vox humana 0 | 8′     |
|                 | Tremulant    |        |
|                 | Cymbelstern  |        |

| III Schwellwerk C–g3 |                   |     |
| 24.                  | Stillgedackt      | 16′ |
| 25.                  | Geigenprincipal 0 | 08′ |
| 26.                  | Bordunalflöte     | 08′ |
| 27.                  | Aeoline           | 08′ |
| 28.                  | Vox coelestis     | 08′ |
| 29.                  | Fugara            | 04′ |
| 30.                  | Flauto            | 04′ |
| 31.                  | Flautino          | 02′ |
| 32.                  | Fagott            | 16′ |
| 33.                  | Trompette         | 08′ |
| 34.                  | Hautbois          | 08′ |
|                      | Tremulant         |     |

| Pedalwerk C–f1 |                 |     |
| 35.            | Untersatz       | 32′ |
| 36.            | Principalbass 0 | 16′ |
| 37.            | Salicetbass     | 16′ |
| 38.            | Subbass         | 16′ |
| 39.            | Stillgedackt    | 16′ |
| 40.            | Octavbass       | 08′ |
| 41.            | Gedecktbass     | 08′ |
| 42.            | Choralbass      | 04′ |
| 43.            | Posaune         | 16′ |
| 44.            | Trompete        | 08′ |

- Koppeln:
  - Normalkoppeln: II/I, III/I, III/II, I/P, II/P, III/P
  - Suboktavkoppeln: II/I, III/III, III/P
  - Superoktavkoppeln: III/I, III/III

Anmerkungen (A):
1. ↑  In einem eigenen Schwellkasten.

### Glocken
Die fünf Glocken der Matthäuskirche bilden das größte und tontiefste Geläut Erlangens. Sie wurden von Georg Schäfer (1896–1975), dem in der Gemeinde wohnhaften Inhaber des Wälzlagerherstellers FAG Kugelfischer, gestiftet, im Jahr 1961 von der Glockengießerei Bachert in Karlsruhe gefertigt und am 1. Oktober desselben Jahres geweiht.
Die Glocken im Einzelnen:
| Glocke | Name             | Gewicht | Durchmesser | Schlagton (HT-1⁄16) | Umschrift | Relief               |
| ------ | ---------------- | ------- | ----------- | ------------------- | --- | -------------------- |
| 1      | Friedensglocke   | 2501 kg | 1604 mm     | h°+3                | „Verleih uns Frieden, gnädiglich, Herr Gott, zu unsren Zeiten. Es ist ja doch kein andrer nicht, der für uns könnte streiten, denn du, unser Gott, alleine.“ | Christusmonogramm    |
| 2      | Abendmahlsglocke | 1492 kg | 1375 mm     | d¹+4                | „Kommet her zu mir alle, die ihr mühselig und beladen seid, ich will euch erquicken“                                                                         | Kelch, Hostie, Kreuz |
| 3      | Gebetsglocke     | 1096 kg | 1232 mm     | e¹+3                | „Seid fröhlich in Hoffnung, geduldig in Trübsal, haltet an am Gebet“                                                                                         | Brennende Lampe      |
| 4      | Taufglocke       | 0769 kg | 1095 mm     | fis¹+2              | „Und taufet sie im Namen des Vaters und des Sohnes und des hl. Geistes“                                                                                      | Dreieinigkeitssymbol |
| 5      | Sterbeglocke     | 0526 kg | 0940 mm     | a¹+4                | „Wir danken dir, Herr Jesu Christ, daß du vom Tod erstanden bist und hast dem Tod zerstört sein Macht und uns das Leben wiederbracht. Halleluja“             | Krone, Kreuz         |